# 沃拉斯頓棱鏡

一个沃拉斯顿棱镜

沃拉斯顿棱镜（英語：Wollaston prism）是一种由威廉·海德·沃拉斯顿发明光学元件，可将偏振光或非偏振光分成两束正交的线偏振光射出。
沃拉斯顿棱镜由两个正交的方解石棱镜组成，通过两个光轴相互垂直的直角三角形棱镜底部粘牢制成。光射出棱镜后发散，得到两束偏振光，其发散角由棱镜的楔角以及波长决定。市售棱镜的发散角从15°到45°左右不等。